# Nonán
A nonán az alkánok közé tartozó szénhidrogén. Neve a latin nonus (kilencedik) szóból származik.

## A nonán izomerjei
A nonán konstitúciós izomerjei:
1. n-nonán
2. 2-metiloktán
3. 3-metiloktán
4. 4-metiloktán
5. 2,2-dimetilheptán
6. 2,3-dimetilheptán
7. 2,4-dimetilheptán
8. 2,5-dimetilheptán
9. 2,6-dimetilheptán
10. 3,3-dimetilheptán
11. 3,4-dimetilheptán
12. 3,5-dimetilheptán
13. 4,4-dimetilheptán
14. 3-etilheptán
15. 4-etilheptán
16. 2,2,3-trimetilhexán
17. 2,2,4-trimetilhexán
18. 2,2,5-trimetilhexán
19. 2,3,3-trimetilhexán
20. 2,3,4-trimetilhexán
21. 2,3,5-trimetilhexán
22. 2,4,4-trimetilhexán
23. 3,3,4-trimetilhexán
24. 2-metil-3-etilhexán
25. 2-metil-4-etilhexán
26. 3-metil-3-etilhexán
27. 3-metil-4-etilhexán
28. 2,2,3,3-tetrametilpentán
29. 2,2,3,4-tetrametilpentán
30. 2,2,4,4-tetrametilpentán
31. 2,3,3,4-tetrametilpentán
32. 2,2-dimetil-3-etilpentán
33. 2,3-dimetil-3-etilpentán
34. 2,4-dimetil-3-etilpentán
35. 3,3-dietilpentán